# Фотография призрака
«Фотография призрака» (англ. Photographing a Ghost, 1898) — английский короткометражный художественный фильм Джорджа Альберта Смита.

## Сюжет
В ателье фотографа входят два человека с коробкой. На коробке написано «Призрак».
Фотограф берет коробку и случайно открывает её. Из неё выходит призрак. Сквозь призрака видна мебель и другие предметы. После нескольких пируэтов призрак исчезает, но затем снова появляется. Фотограф замахивается на него стулом и призрак проваливается сквозь пол. И появляется в тылу фотографа с кривым топором. И говорит: «Это символы смерти только для Вас.»
Все кроме фотографа падают замертво (психический шок).